# General Dynamics Electric Boat

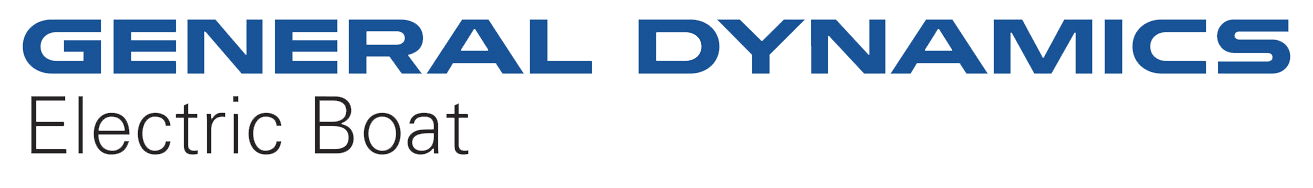
Logo

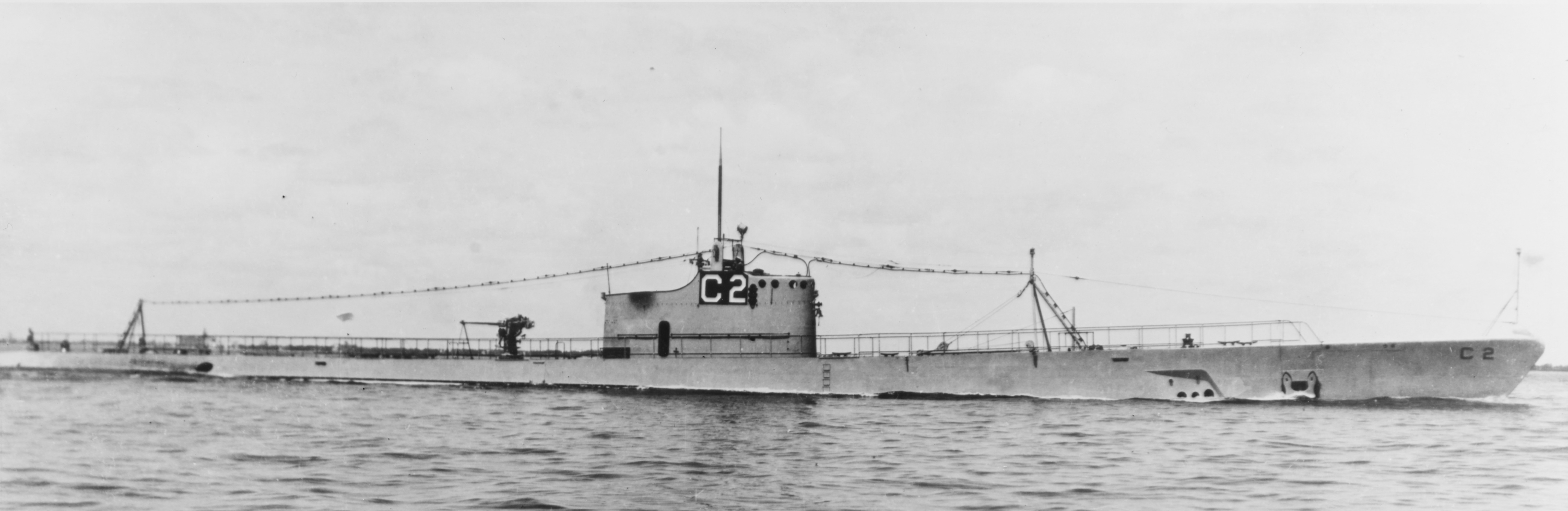
USS Cuttlefish (1934)

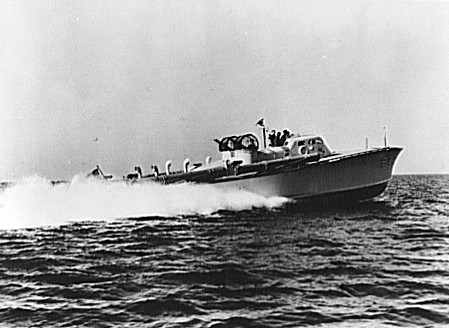
ELCO PT boat (1941)

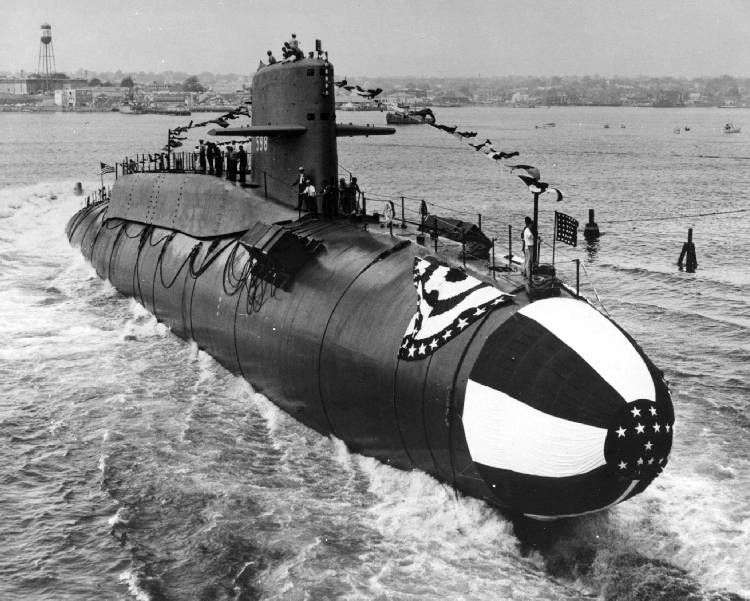
USS George Washington te water (1959)

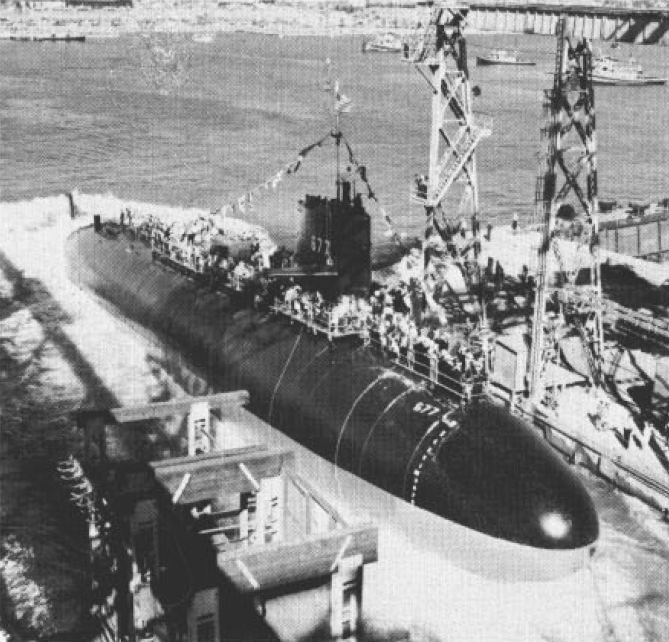
USS Billfish wordt tewatergelaten (1970)

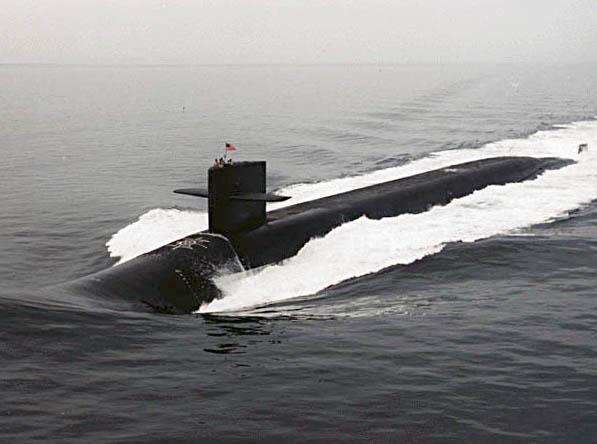
USS Kentucky, een Ohioklasse onderzeeboot, met 18.500 ton waterverplaatsing en een lengte van 170 meter een van de grootste ter wereld

General Dynamics Electric Boat (GDEB) is een Amerikaanse constructeur van onderzeeërs. Het bedrijf werd als Electric Boat Company op 7 februari 1899 opgericht door Isaac Rice. In 1952 ging het een fusie aan met andere bedrijven en werd de maritieme component een zelfstandige divisie van het grotere militaire concern General Dynamics, waarbij de divisie werd hernoemd naar Electric Boat.

## Voorgeschiedenis
Het bedrijf werd opgezet om de 54 voet lange onderzeeboot van ingenieur John Philip Holland af te bouwen. Holland had eerder de Holland Torpedo Boat Company opgericht en liet diverse onderzeeboten bouwen. Op 17 mei 1897 werd het zesde ontwerp tewatergelaten, de Holland VI. Op 4 juli 1898 maakte de onderzeeër een testvaart en aan boord was Isaac Rice, een succesvolle ondernemer actief op het gebied van batterijen en elektrische vaartuigen. Hij raakte geïnteresseerd en nam zijn kans eind 1898. Holland moest diverse aanpassingen doen aan zijn onderzeeboot, maar had niet voldoende geld. Rice bood financiële hulp aan.

## Geschiedenis
Op 7 februari 1899 richtte Rice de Electric Boat Company op en nam korte tijd later de Holland Torpedo Boat Company en alle octrooien van Holland over. Isaac Rice werd de eerste president van het bedrijf en Holland was algemeen directeur en hij had een klein aandelenbelang in de Electric Boat Company. De samenwerking verliep stroef en de rol van Holland werd steeds kleiner tot hij in 1904 de Electric Boat Company verliet. Rice had al eerder de Electric Launch Company (ELCO) opgericht en bracht die onder bij de Electric Boat Company.
In 1900 kwam het bedrijf met een commerciële onderzeeboot op de markt, de USS Holland (SS-1). Naar aanleiding van het succes van de USS Holland bestelde de marine nog eens zeven onderzeeboten van de A-klasse. Dit waren de eerste onderzeeboten gebruikt door de Amerikaanse marine. Orders van buitenlandse marines volgden.
In 1911 werd New London Ship and Engine Co. in Groton (Connecticut) overgenomen. Dit bedrijf leverde dieselmotoren en andere machineonderdelen voor duikboten en schepen. In Groton heeft het bedrijf nog altijd een belangrijke productievestiging. Rice overleed in 1915 maar hij liet een industrieel conglomeraat achter.
Gedurende de Eerste Wereldoorlog bouwde de Electric Boat Company 85 onderzeeboten en bouwde het dochterbedrijf ELCO 722 onderzeebootjagers. In 1924 plaatste Peru een order voor twee duikboten en dit was de eerste buitenlandse bestelling na de oorlog.
In 1934 kocht de Amerikaanse marine de eerste duikboot na de laatste bestelling in 1918. De USS Cuttlefish was de eerste duikboot die werd gelast. Tijdens de Tweede Wereldoorlog werden in totaal 74 onderzeeboten gebouwd en bouwde het dochterbedrijf ELCO 398 motortorpedoboten van de PT klasse.
Na de Tweede Wereldoorlog bleef het bedrijf onderzeeboten bouwen voor de Amerikaanse marine. Het bouwde de eerste kernonderzeeër Nautilus. Na de bestelling in 1951 werd de Nautilus drie jaar later in 1954 afgeleverd. Op 21 februari 1952 ontstond General Dynamics na de fusie van de Electric Boat Company, Canadair en enkele andere bedrijven. In 1958 volgde de eerste onderzeeboot uitgerust met ballistische raketten, de USS George Washington SSBN-598.

## Activiteiten
Het bedrijf houdt zich bezig met het bouwen en onderhoud van onderzeeboten voor de Amerikaanse marine. Er werken ongeveer 14.000 mensen bij het bedrijf met vestigingen in Groton, Quonset Point in Rhode Island, en New London (Connecticut). 
Het bedrijf levert onderzeeboten van de volgende klassen:
- Columbiaklasse
- Virginiaklasse
- Seawolfklasse
- Ohioklasse
- Los Angelesklasse

## Naslagwerk
- James R. Reyburn, Electric Boat Company, Arcadia Publishing, Charleston SC, 2006, ISBN 0-7385-4563-5